# Marcien de Tortone
Pour les articles homonymes, voir Marcien (homonymie).
Saint Marcien de Tortone (Ier siècle - IIe siècle), est traditionnellement considéré comme le premier évêque (episkopos) de Tortone, dans la province d'Alexandrie. Il est vénéré par l'Église catholique comme saint, martyr et patron de Tortone. Sa fête est le 6 mars. 

## Biographie
Selon la tradition, né dans une famille païenne, il a été converti par saint Barnabé, compagnon de saint Paul, et confirmé dans la foi par saint Syrus, alors évêque de Pavie. Il commença à conduire la communauté chrétienne de Tortone et à évangéliser les environs à partir de 75. 
Après 45 ans à la tête du diocèse, il fut martyrisé sous l'empereur Hadrien. Il a été évoqué un crucifiement, mais d'après les textes et les représentations picturales, il s'agit plutôt d'une décapitation. Le préfet romain d'Asti qui décida du martyre de Marcien l'étendit à ceux qui l'avaient côtoyé de près, dont le jeune soldat saint Second qui, après avoir été converti et enseigné par l'évêque, s'occupa de son corps qu'il déposa dans une tombe en terre cuite. Sa mort est située entre 117 et 138, traditionnellement le 6 mars 120.  
Ce fut Walafrid Strabon qui, à l'occasion de la construction d'une église en l'honneur du saint, le certifia comme le premier évêque de la communauté de Tortone et martyr.  
Dans un document du Xe siècle de l'anonyme de Ravenne, il est indiqué comme évêque de Ravenne, martyrisé et enterré à Tortone.

## Postérité
Selon la tradition, ses reliques ont été trouvées sur la rive gauche de la rivière Scrivia par l'évêque saint Innocent (son successeur au IVe siècle) qui sont aujourd'hui conservées à la cathédrale de Tortone. Une translation solennelle eut lieu en 1609. Une petite église dédiée au saint martyr avait été construite sur le site, mais elle a été démolie à la fin du XVIe siècle par les Dominicains du monastère Saint-Marcien. En 1875, le baron Guidobono Cavalchini Garofoli fit construire une nouvelle chapelle commémorative à l'occasion des célébrations du 1800e anniversaire du début de l'évêché, selon la tradition en 75.  
Auparavant, la Saint-Marcien était célébrée le 27 mars, mais c'est l'évêque Cosimo Dossena (1612-1620) qui la déplaça au 6 mars.   
À Genola, dans la province de Coni, le saint est également vénéré comme le patron de la ville ; l'os d'un index y est conservé depuis la fin du XVIIe siècle. Plusieurs églises portent son nom, principalement dans le Nord-Ouest de l'Italie, comme à Ottone, Viarigi et Mede.